# Општина Грал. Ескобедо (Нови Леон)
Грал. Ескобедо (шп. Gral. Escobedo) општина је у Мексику у савезној држави Нови Леон. Општина се налази на надморској висини од 500 м.

## Становништво
Према подацима из 2010. у општини је живело 357937 становника.

### Хронологија
| Година       | 2000                     | 2005                     | 2010                     |
| ------------ | ------------------------ | ------------------------ | ------------------------ |
| Становништво | 233457 (117713 / 115744) | 299364 (151049 / 148315) | 357937 (180332 / 177605) |

### Попис
| \| \| м \| \| \| ж \| \| 0—2 \| 10.999 \| \| \| 10.639 \| \| 3—5 \| 11.640 \| \| \| 11.163 \| \| 6—11 \| 23.807 \| \| \| 22.966 \| \| 12—14 \| 10.972 \| \| \| 10.490 \| \| 15—17 \| 10.504 \| \| \| 10.265 \| \| 18—24 \| 22.176 \| \| \| 21.077 \| \| 60+ \| 7.045 \| \| \| 7.492 \| \| Просек : \| 27,5 \| \| \| 27,9 \| |        |  |  |        |
| |        |  |  |        |
| | м      |  |  | ж      |
| 0—2 | 10.999 |  |  | 10.639 |
| 3—5 | 11.640 |  |  | 11.163 |
| 6—11 | 23.807 |  |  | 22.966 |
| 12—14 | 10.972 |  |  | 10.490 |
| 15—17 | 10.504 |  |  | 10.265 |
| 18—24 | 22.176 |  |  | 21.077 |
| 60+ | 7.045  |  |  | 7.492  |
| Просек : | 27,5   |  |  | 27,9   |

| #   | Индикатор                                                                                        | Вредност |
| --- | ------------------------------------------------------------------------------------------------ | -------- |
| 1   | Становништво од 0 до 2 године                                                                    | 21638    |
| 2   | Мушко становништво од 0 до 2 године                                                              | 10999    |
| 3   | Женско становништво од 0 до 2 године                                                             | 10639    |
| 4   | Становништво са 3 и више година                                                                  | 330347   |
| 5   | Мушко становништво са 3 и више година                                                            | 166353   |
| 6   | Женско становништво са 3 и више година                                                           | 163994   |
| 7   | Становништво са 5 и више година                                                                  | 315048   |
| 8   | Мушко становништво са 5 и више година                                                            | 158583   |
| 9   | Женско становништво са 5 и више година                                                           | 156465   |
| 10  | Становништво са 12 и више година                                                                 | 260771   |
| 11  | Мушко становништво са 12 и више година                                                           | 130906   |
| 12  | Женско становништво са 12 и више година                                                          | 129865   |
| 13  | Становништво са 15 и више година                                                                 | 239309   |
| 14  | Мушко становништво са 15 и више година                                                           | 119934   |
| 15  | Женско становништво са 15 и више година                                                          | 119375   |
| 16  | Становништво са 18 и више година                                                                 | 218540   |
| 17  | Мушко становништво са 18 и више година                                                           | 109430   |
| 18  | Женско становништво са 18 и више година                                                          | 109110   |
| 19  | Становништво од 3 до 5 година                                                                    | 22803    |
| 20  | Мушко становништво од 3 до 5 година                                                              | 11640    |
| 21  | Женско становништво од 3 до 5 година                                                             | 11163    |
| 22  | Становништво од 6 до 11 година                                                                   | 46773    |
| 23  | Мушко становништво од 6 до 11 година                                                             | 23807    |
| 24  | Женско становништво од 6 до 11 година                                                            | 22966    |
| 25  | Становништво од 8 до 14 година                                                                   | 53143    |
| 26  | Мушко становништво од 8 до 14 година                                                             | 27068    |
| 27  | Женско становништво од 8 до 14 година                                                            | 26075    |
| 28  | Становништво од 12 до 14 година                                                                  | 21462    |
| 29  | Мушко становништво од 12 до 14 година                                                            | 10972    |
| 30  | Женско становништво од 12 до 14 година                                                           | 10490    |
| 31  | Становништво од 15 до 17 година                                                                  | 20769    |
| 32  | Мушко становништво од 15 до 17 година                                                            | 10504    |
| 33  | Женско становништво од 15 до 17 година                                                           | 10265    |
| 34  | Становништво од 18 до 24 године                                                                  | 43253    |
| 35  | Мушко становништво од 18 до 24 године                                                            | 22176    |
| 36  | Женско становништво од 18 до 24 године                                                           | 21077    |
| 37  | Женско становништво од 15 до 49 година                                                           | 101149   |
| 38  | Становништво са 60 и више година                                                                 | 14537    |
| 39  | Мушко становништво са 60 и више година                                                           | 7045     |
| 40  | Женско становништво са 60 и више година                                                          | 7492     |
| 41  | Однос између мушкараца и жена                                                                    | 101.54   |
| 42  | Становништво од нуле до 14 година                                                                | 112676   |
| 43  | Становништво од 15 до 64 године                                                                  | 230377   |
| 44  | Становништво од 65 година и више                                                                 | 8932     |
| 45  | Просечан број деце                                                                               | 2.02     |
| 46  | Становништво рођено у ентитету                                                                   | 266542   |
| 47  | Мушко становништво рођено у ентитету                                                             | 134169   |
| 48  | Женско становништво рођено у ентитету                                                            | 132373   |
| 49  | Становништво рођено у другом ентитету                                                            | 82590    |
| 50  | Мушко становништво рођено у другом ентитету                                                      | 41697    |
| 51  | Женско становништво рођено у другом ентитету                                                     | 40893    |
| 52  | Становништво од 5 година и више резидентно у ентитету у јуну 2005. године                        | 300871   |
| 53  | Мушко становништво старосног доба од 5 година и више, резидентно у ентитету у јуну 2005. године  | 151070   |
| 54  | Женско становништво старосног доба од 5 и више година, резидентно у ентитету у јуну 2005. године | 149801   |
| 55  | Становништво од 5 година и више које је живело у другом ентитету у јуну 2005. године             | 10496    |
| 56  | Мушко становништво старије од 5 година које је живело у другом ентитету у јуну 2005. године      | 5502     |
| 57  | Женско становништво старије од 5 година које је живело у другом ентитету у јуну 2005. године     | 4994     |
| 58  | Становништво од 3 године и више које говори аутохтони језик                                      | 3545     |
| 59  | Мушко становништво старо 3 године и више које говори аутохтони језик                             | 1941     |
| 60  | Женско становништво старо 3 године и више које говори аутохтони језик                            | 1604     |
| 61  | Становништво од 3 године и више које говори аутохтони језик и не говори шпански језик            | 6        |
| 62  | Мушко становништво старо 3 године и више које говори аутохтони језик и не говори шпански         | 2        |
| 63  | Женско становништво старо 3 године и више које говори аутохтони језик и не говори шпански језик  | 4        |
| 64  | Становништво старо 3 године и више које говори аутохтони језик и шпански                         | 2664     |
| 65  | Мушко становништво старо 3 године и више које говори аутохтони језик и шпански                   | 1465     |
| 66  | Женско становништво старо 3 године и више које говори аутохтони језик и шпански                  | 1199     |
| 67  | Становништво од 5 година и више које говори аутохтони језик                                      | 3511     |
| 68  | Становништво од 5 година и више које говори аутохтони језик и не говори шпански језик            | 6        |
| 69  | Становништво од 5 година и више које говори аутохтони језик и говори шпански језик               | 2654     |
| 70  | Становништво у домородачким домаћинствима                                                        | 7854     |
| 71  | Становништво са ограничењима у активностима                                                      | 8209     |
| 72  | Становништво са ограниченим ходањем или кретањем, горе или доле                                  | 4112     |
| 73  | Становници са ограничењима вида, чак и уз кориштење сочива                                       | 2365     |
| 74  | Становништво са ограничењима говора, комуникације или конверзације                               | 900      |
| 75  | Становништво са ограниченим слухом                                                               | 732      |
| 76  | Становништво са ограничењима при одевању, купању или јелу                                        | 485      |
| 77  | Становништво са ограничењима у опажању или учењу једноставних ствари                             | 432      |
| 78  | Становништво са менталним ограничењима                                                           | 908      |
| 79  | Становништво без ограничења активности                                                           | 341593   |
| 80  | Становништво од 3 до 5 година које не похађа школу                                               | 9415     |
| 81  | Мушко становништво од 3 до 5 година које не похађа школу                                         | 4739     |
| 82  | Женско становништво од 3 до 5 година које не похађа школу                                        | 4676     |
| 83  | Становништво од 6 до 11 година које не похађа школу                                              | 968      |
| 84  | Мушко становништво од 6 до 11 година које не похађа школу                                        | 497      |
| 85  | Женско становништво од 6 до 11 година које не похађа школу                                       | 471      |
| 86  | Становништво од 12 до 14 година које не похађа школу                                             | 1283     |
| 87  | Мушко становништво од 12 до 14 година које не похађа школу                                       | 644      |
| 88  | Женско становништво од 12 до 14 година које не похађа школу                                      | 639      |
| 89  | Становништво од 15 до 17 година похађа школу                                                     | 13060    |
| 90  | Мушко становништво од 15 до 17 година похађа школу                                               | 6600     |
| 91  | Женско становништво између 15 и 17 година живота у школи                                         | 6460     |
| 92  | Становништво од 18 до 24 године похађа школу                                                     | 8810     |
| 93  | Мушко становништво од 18 до 24 године похађа школу                                               | 4681     |
| 94  | Женско становништво од 18 до 24 године похађа школу                                              | 4129     |
| 95  | Становништво од 8 до 14 година које не може да чита и пише                                       | 878      |
| 96  | Мушко становништво старосног доба од 8 до 14 година које не може да чита и пише                  | 521      |
| 97  | Женско становништво старосног доби од 8 до 14 година које не може да чита и пише                 | 357      |
| 98  | Становништво од 15 година и више које је неписмено                                               | 4791     |
| 99  | Мушко становништво од 15 година и више које је неписмено                                         | 2151     |
| 100 | Женско становништво од 15 година и више које је неписмено                                        | 2640     |
| 101 | Становништво старо 15 и више година без школовања                                                | 6685     |
| 102 | Мушко становништво старо 15 и више година без школовања                                          | 3174     |
| 103 | Женско становништво старо 15 и више година без школовања                                         | 3511     |
| 104 | Становништво старосног доба 15 и више година са непотпуним основним образовањем                  | 17256    |
| 105 | Мушко становништво старосног доба од 15 година и више са непотпуном основним образовањем         | 8167     |
| 106 | Женско становништво старосног доба 15 и више година са непотпуном основним образовањем           | 9089     |
| 107 | Становништво старо 15 и више година са комплетним основним образовањем                           | 33653    |
| 108 | Мушко становништво старо 15 година и више са комплетним основним образовањем                     | 15167    |
| 109 | Женско становништво старо 15 и више година са комплетним основним образовањем                    | 18486    |
| 110 | Становништво старосног доба 15 и више година са непотпуним средњим образовањем                   | 14094    |
| 111 | Мушко становништво старосног доба од 15 година и више са непотпуним средњим образовањем          | 7618     |
| 112 | Женско становништво старосног доба од 15 година и више са непотпуним средњим образовањем         | 6476     |
| 113 | Становништво старо 15 и више година са пуним секундарном образовањем                             | 76161    |
| 114 | Мушко становништво старосног доба од 15 година и више са пуним секундарном образовањем           | 38829    |
| 115 | Женско становништво старосног доба од 15 година и више са пуним секундарном образовањем          | 37332    |
| 116 | Становништво старије од 18 година са постосновним образовањем                                    | 81596    |
| 117 | Мушко становништво старије од 18 година са постосновним образовањем                              | 42605    |
| 118 | Женско становништво старије од 18 година са постосновним образовањем                             | 38991    |
| 119 | Просечна оцена школовања                                                                         | 9.39     |
| 120 | Просечан ниво образовања мушке популације                                                        | 9.53     |
| 121 | Просечан ниво образовања женског становништва                                                    | 9.24     |
| 122 | Економски активно становништво                                                                   | 146917   |
| 123 | Економски активна мушка популација                                                               | 100926   |
| 124 | Економски активна женска популација                                                              | 45991    |
| 125 | Становништво које није економски активно                                                         | 112688   |
| 126 | Мушко становништво које није економски активно                                                   | 29321    |
| 127 | Женско становништво које није економски активно                                                  | 83367    |
| 128 | Запослено становништво                                                                           | 140827   |
| 129 | Запослено мушко становништво                                                                     | 96101    |
| 130 | Запослено женско становништво                                                                    | 44726    |
| 131 | Незапослена популација                                                                           | 6090     |
| 132 | Незапослена мушка популација                                                                     | 4825     |
| 133 | Незапослена женска популација                                                                    | 1265     |
| 134 | Становништво без права на здравствене услуге                                                     | 78189    |
| 135 | Становништво које има право на здравствене услуге                                                | 272261   |
| 136 | Становништво које има право на ИМСС                                                              | 213072   |
| 137 | Становништво које има право на социјално осигурање                                               | 7278     |
| 138 | Становништво које има право на државно социјално осигурање                                       | 1717     |
| 139 | Становништво које има право на опште осигурање или здравствено осигурање за нову генерацију      | 36496    |
| 140 | Становништво које је било једном или није било у браку током 12 година и више                    | 81914    |
| 141 | Венчано или уједињено становништво од 12 година и више                                           | 159494   |
| 142 | Становништво које је било у браку или уједињено 12 година и више                                 | 18329    |
| 143 | Становништво са католичком религијом                                                             | 289876   |
| 144 | Протестанти, еванђелисти и библијски следбеници различити од еванђелиста                         | 39960    |
| 145 | Становништво са другим религијама различитим од претходних                                       | 131      |
| 146 | Становништво без религије                                                                        | 17756    |
| 147 | Укупно пописаних домаћинства                                                                     | 87490    |
| 148 | Пописна домаћинства на челу са мушкарцима                                                        | 73705    |
| 149 | Пописна домаћинства на челу са женама                                                            | 13785    |
| 150 | Становништво у пописним домаћинствима                                                            | 352221   |
| 151 | Становништво у пописним домаћинствима на челу са мушкарцима                                      | 303252   |
| 152 | Становништво у пописним домаћинствима на челу са женама                                          | 48969    |
| 153 | Укупно домаћинстава                                                                              | 111153   |
| 154 | Укупно насељених домаћинстава                                                                    | 89379    |
| 155 | Укупно приватних кућа                                                                            | 109264   |
| 156 | Насељени приватни домови                                                                         | 87490    |
| 157 | Укупно насељених приватних кућа                                                                  | 89378    |
| 158 | Ненасељене приватне куће                                                                         | 16865    |
| 159 | Појединачна домаћинства за привремену употребу                                                   | 4909     |
| 160 | Становници у насељеним приватним кућама                                                          | 352221   |
| 161 | Насељеност станара у приватним становима                                                         | 4.03     |
| 162 | Просечно становника по соби у приватним насељеним домаћинствима                                  | 1.02     |
| 163 | Појединачна домаћинства са подовима од различитих материјала од земље                            | 84061    |
| 164 | Појединачна домаћинства у приземљу                                                               | 2946     |
| 165 | Појединачна домаћинства са једном спаваћом собом                                                 | 24309    |
| 166 | Појединачна домаћинства са две спаваће собе и више                                               | 62735    |
| 167 | Појединачна домаћинства са једним собом                                                          | 3345     |
| 168 | Појединачна домаћинства са две собе                                                              | 10540    |
| 169 | Појединачна домаћинства са 3 собе и више                                                         | 73057    |
| 170 | Појединачна домаћинства која имају електрично светло                                             | 86906    |
| 171 | Појединачна домаћинства која немају електрично светло                                            | 289      |
| 172 | Појединачна домаћинства која имају водоводну воду у стамбеном простору                           | 83407    |
| 173 | Појединачна домаћинства која немају водоводну воду у стамбеном простору                          | 3627     |
| 174 | Појединачна домаћинства која имају тоалет                                                        | 86604    |
| 175 | Појединачна домаћинства која имају канализацију                                                  | 85740    |
| 176 | Појединачна домаћинства која немају канализацију                                                 | 1233     |
| 177 | Појединачна домаћинства која имају електрично светло, довод воде из јавне мреже и канализацију   | 82658    |
| 178 | Појединачна домаћинства без икаквих услова                                                       | 262      |
| 179 | Појединачна домаћинства која имају радио                                                         | 73232    |
| 180 | Појединачна домаћинства која имају телевизор                                                     | 85534    |
| 181 | Појединачна домаћинства која имају фрижидер                                                      | 82988    |
| 182 | Појединачна домаћинства која имају машину за веш                                                 | 73935    |
| 183 | Појединачна домаћинства која имају аутомобил или комби                                           | 44315    |
| 184 | Појединачна домаћинства која имају рачунар                                                       | 29704    |
| 185 | Појединачна домаћинства која имају фиксну телефонску линију                                      | 46358    |
| 186 | Појединачна домаћинства која имају мобилни телефон                                               | 68758    |
| 187 | Појединачна домаћинства која имају приступ интернету                                             | 22734    |